# ويليام باركر (كاتب أمريكي)
ويليام باركر (بالإنجليزية: William Parker)‏ هو كاتب سيناريو أمريكي، ولد في 17 سبتمبر 1886 في والا والا في الولايات المتحدة، وتوفي في 28 يوليو 1941 في نيويورك في الولايات المتحدة.

## وصلات خارجية
- ويليام باركر على موقع IMDb (الإنجليزية)
- ويليام باركر على موقع ألو سيني (الفرنسية)
- ويليام باركر على موقع أول موفي (الإنجليزية)
- ويليام باركر على موقع قاعدة بيانات الأفلام السويدية (السويدية)
- ويليام باركر على موقع قاعدة بيانات الفيلم (الإنجليزية)